# قلمرو آرو
قلمرو آرو (به لاتین: Aru Territory) یک منطقهٔ مسکونی در جمهوری دموکراتیک کنگو است که در استان ایتوری واقع شده‌است.